# دولوريس جراي
دولوريس جراي (بالإنجليزية: Dolores Gray)‏ (و. 1924 – 2002 م) هي مغنية، وموسيقية، وممثلة مسرحية، وممثلة أفلام، وممثلة تلفزيونية أمريكية، ولدت في شيكاغو، توفيت في مانهاتن، عن عمر يناهز 78 عاماً، بسبب نوبة قلبية.

## التعليم
تعلمت في الأكاديمية الملكية للفنون المسرحية، في تخصص تمثيل (حتى 1947)
.

## جوائز وترشيحات
حصلت على جوائز منها:

جائزة توني عن فئة أفضل ممثلة في مسرحية موسيقية ‏ (1954)
ترشحت لـ:
جائزة توني عن فئة أفضل ممثلة في مسرحية موسيقية ‏ (1960).

## وصلات خارجية
- دولوريس جراي على موقع IMDb (الإنجليزية)
- دولوريس جراي على موقع ألو سيني (الفرنسية)
- دولوريس جراي على موقع ميوزك برينز (الإنجليزية)
- دولوريس جراي على موقع أول موفي (الإنجليزية)
- دولوريس جراي على موقع قاعدة بيانات برودواي على الإنترنت (الإنجليزية)
- دولوريس جراي على موقع قاعدة بيانات الأفلام السويدية (السويدية)
- دولوريس جراي على موقع ديسكوغز (الإنجليزية)
- دولوريس جراي على موقع قاعدة بيانات الفيلم (الإنجليزية)
- دولوريس جراي على موقع كينوبويسك (الروسية)